# Алтайський осман Потаніна
Алтайський осман Потаніна (Oreoleuciscus potanini) — вид коропових з роду Oreoleuciscus. Мешкає в Монголії та Туві, у прісноводних річках і озерах з температурою від 10 до 20 °C. Він має максимальну довжину 100 сантиметрів, звичайну довжину 75 сантиметрів, максимальну опубліковану вагу 10,0 кілограмів і максимальний опублікований вік 40 років. Вважається нешкідливим для людини.